# Казахстан на зимових Олімпійських іграх 2006
Олімпійська збірна Казахстану на XX зимових Олімпійських іграх в Турині була представлена 67 спортсменами, які змагалися в 4 видах спорту і 7 дисциплінах (біатлоні, гірськолижному спорті, ковзанярському спорті, лижних гонках, стрибках з трампліну, фрістайлі та хокеї). Керівником делегації був голова Комітету у справах спорту Міністерства культури та спорту Казахстану Даулет Турлиханов. Прапороносцем на церемонії відкриття Ігор став хокеїст Олександр Корешков, а на церемонії закриття — стрибун з трампліна Радик Жапаров. Казахстан, як незалежна країна, учетверте брала участь в зимовій Олімпіаді.
За золоту медаль уряд Казахстану готовий був виплатити спортсменам по 200 тисяч доларів — більше, ніж будь-яка інша країна, що брала участь в Олімпійських іграх. За друге місце належало 150 тисяч доларів, за третє — 50 тисяч доларів, за місця з четвертого по шостий — по 30 тисяч доларів. До початку Олімпіади експерти вважали шанси олімпійців з Казахстану мінімальними, наприклад, букмекерська контора Sportsbook.com розцінювала шанси хокейної команди на завоювання золота як 1:250. За підсумками ігор збірна не змогла завоювати жодної олімпійської медалі.

## Спортсмени
| Вид спорту          | Чоловіки | Жінки | Всього |
| ------------------- | -------- | ----- | ------ |
| Біатлон             | 1        | 1     | 2      |
| Гірськолижний спорт | 1        | 1     | 2      |
| Ковзанярський спорт | 3        | 1     | 4      |
| Лижні перегони      | 8        | 8     | 16     |
| Стрибки з трампліна | 4        | 0     | 4      |
| Фристайл            | 1        | 2     | 3      |
| Хокей               | 24       | 0     | 24     |
| Всього              | 42       | 13    | 55     |

## Біатлон
| Спортсмен           | Дисципліна                         | Час       | Хиби   | Місце  |
| ------------------- | ---------------------------------- | --------- | ------ | ------ |
| Олександр Черв'яков | спринт (чоловіки)                  | 29:27.1   | 2      | 56     |
| Олександр Черв'яков | перегони переслідування (чоловіки) | 43:28.44  | 8      | 53     |
| Олександр Черв'яков | індивідуальні перегони (чоловіки)  | 1:03:56.4 | 6      | 73     |
| Анна Лебедєва       | спринт (жінки)                     | 25:21.8   | 2      | 52     |
| Анна Лебедєва       | перегони переслідування (жінки)    | Lapped    | Lapped | Lapped |
| Анна Лебедєва       | індивідуальні перегони (жінки)     | 56:46.5   | 4      | 49     |

## Гірськолижний спорт
| Спортсмен       | Дисципліна                    | 1-й спуск    | 2-й спуск | Сума         | Місце        |
| --------------- | ----------------------------- | ------------ | --------- | ------------ | ------------ |
| Віра Єременко   | гігантський слалом (жінки)    | 1:10.32      | 1:19.43   | 2:29.75      | 36           |
| Віра Єременко   | слалом (жінки)                | 50.73        | 55.27     | 1:46.00      | 47           |
| Віктор Рябченко | гігантський слалом (чоловіки) | 1:29.52      | 1:31.14   | 3:00.66      | 33           |
| Віктор Рябченко | слалом (чоловіки)             | не фінішував | —         | не фінішував | не фінішував |

## Ковзанярський спорт
| Спортсмен        | Дистанція              | Заїзд 1 | Заїзд 1 | Фінал   | Фінал |
| Спортсмен        | Дистанція              | Час     | Місце   | Час     | Місце |
| ---------------- | ---------------------- | ------- | ------- | ------- | ----- |
| Дмитро Бабенко   | 5000 метрів (чоловіки) | n/a     | n/a     | 6:42.25 | 23    |
| Олексій Бєляєв   | 1500 метрів (чоловіки) | n/a     | n/a     | 1:52.20 | 39    |
| Наталія Рибакова | 3000 метрів (жінки)    | n/a     | n/a     | 4:38.76 | 28    |
| Олександр Жигін  | 500 метрів (чоловіки)  | 36.88   | 36.92   | 1:13.80 | 34    |
| Олександр Жигін  | 1000 метрів (чоловіки) | n/a     | n/a     | 1:12.36 | 36    |

## Лижні перегони
| Спортсмен                                                               | Дисципліна                        | Фінал     | Фінал |
| Спортсмен                                                               | Дисципліна                        | Час       | Місце |
| ----------------------------------------------------------------------- | --------------------------------- | --------- | ----- |
| Дмитро Єрьоменко                                                        | 15 км класичним стилем (чоловіки) | 40:42.8   | 30    |
| Дмитро Єрьоменко                                                        | 30 км скіатлон (чоловіки)         | 1:22:09.9 | 44    |
| Андрій Головко                                                          | 15 км класичним стилем (чоловіки) | 40:58.0   | 37    |
| Андрій Головко                                                          | 30 км скіатлон (чоловіки)         | 1:19:34.3 | 29    |
| Андрій Головко                                                          | 50 км вільним стилем (чоловіки)   | 2:07:19.6 | 29    |
| Андрій Кондришев                                                        | 30 км скіатлон (чоловіки)         | 1:25:51.4 | 60    |
| Андрій Кондришев                                                        | 50 км вільним стилем (чоловіки)   | 2:23:24.2 | 54    |
| Денис Кривушкін                                                         | 50 km freestyle                   | 2:08:05.3 | 37    |
| Максим Однодворцев                                                      | 15 км класичним стилем (чоловіки) | 40:53.2   | 36    |
| Максим Однодворцев                                                      | 30 км скіатлон (чоловіки)         | 1:17:09.6 | 9     |
| Максим Однодворцев                                                      | 50 км вільним стилем (чоловіки)   | 2:06:23.4 | 13    |
| Олексій Полторанін                                                      | 15 км класичним стилем (чоловіки) | 41:09.7   | 39    |
| Андрій Головко Дмитро Єрьоменко Максим Однодворцев Євген Кошевой        | естафета 4×10 км (чоловіки)       | 1:49:03.6 | 13    |
| Олена Антонова                                                          | 10 км класичним стилем (жінки)    | 31:04.4   | 42    |
| Наталія Ісаченко                                                        | 10 км класичним стилем (жінки)    | 32:52.9   | 61    |
| Наталія Ісаченко                                                        | 30 км вільним стилем (жінки)      | 1:30:04.3 | 38    |
| Оксана Яцька                                                            | 15 км скіатлон (жінки)            | 46:57.0   | 41    |
| Оксана Яцька                                                            | 30 км вільним стилем (жінки)      | 1:25:30.5 | 15    |
| Олена Коломіна                                                          | 15 км скіатлон (жінки)            | 45:44.1   | 25    |
| Олена Коломіна                                                          | 30 км вільним стилем (жінки)      | 1:26:06.4 | 19    |
| Світлана Малахова-Шишкіна                                               | 10 км класичним стилем (жінки)    | 29:24.1   | 14    |
| Світлана Малахова-Шишкіна                                               | 15 км скіатлон (жінки)            | 44:00.0   | 12    |
| Світлана Малахова-Шишкіна                                               | 30 км вільним стилем (жінки)      | 1:30:41.5 | 40    |
| Євгенія Волощенко                                                       | 10 км класичним стилем (жінки)    | 30:47.1   | 40    |
| Євгенія Волощенко                                                       | 15 км скіатлон (жінки)            | 48:17.2   | 50    |
| Оксана Яцька Євгенія Волощенко Олена Коломіна Світлана Малахова-Шишкіна | естафета 4×5 км (жінки)           | 57:52.9   | 13    |

Спринт
| Спортсменка                   | Дисципліна                 | Кваліфікація | Кваліфікація | Чвертьфінал | Чвертьфінал | Півфінал   | Півфінал   | Фінал      | Фінал |
| Спортсменка                   | Дисципліна                 | Час          | Місце        | Час         | Місце       | Час        | Місце      | Час        | Місце |
| ----------------------------- | -------------------------- | ------------ | ------------ | ----------- | ----------- | ---------- | ---------- | ---------- | ----- |
| Микола Чеботько               | спринт, чоловіки           | 2:21.23      | 35           | не пройшов  | не пройшов  | не пройшов | не пройшов | не пройшов | 35    |
| Сергій Черепанов              | спринт, чоловіки           | 2:26.48      | 55           | не пройшов  | не пройшов  | не пройшов | не пройшов | не пройшов | 55    |
| Наталія Ісаченко              | спринт, жінки              | 2:21.22      | 45           | не пройшла  | не пройшла  | не пройшла | не пройшла | не пройшла | 45    |
| Оксана Яцька                  | спринт, жінки              | 2:22.12      | 46           | не пройшла  | не пройшла  | не пройшла | не пройшла | не пройшла | 46    |
| Олена Коломіна                | спринт, жінки              | 2:20.28      | 38           | не пройшла  | не пройшла  | не пройшла | не пройшла | не пройшла | 38    |
| Євген Кошевой                 | спринт, чоловіки           | 2:18.88      | 18 Q         | 2:20.7      | 3           | не пройшов | не пройшов | не пройшов | 14    |
| Євген Сафонов                 | спринт, чоловіки           | 2:22.99      | 45           | не пройшов  | не пройшов  | не пройшов | не пройшов | не пройшов | 45    |
| Дар'я Старостіна              | спринт, жінки              | 2:27.58      | 60           | не пройшла  | не пройшла  | не пройшла | не пройшла | не пройшла | 60    |
| Микола Чеботько Євген Кошевой | командний спринт, чоловіки | n/a          | n/a          | n/a         | n/a         | 17:42.6    | 5 Q        | 17:25.1    | 6     |
| Оксана Яцька Олена Коломіна   | командний спринт, жінки    | n/a          | n/a          | n/a         | n/a         | 17:36.3    | 5 Q        | 17:42.8    | 9     |

## Стрибки з трампліна
| Спортсмен                                                    | Дисципліна                           | Кваліфікація    | Кваліфікація    | Перший раунд    | Перший раунд    | Фінал           | Фінал           | Фінал           |
| Спортсмен                                                    | Дисципліна                           | Бали            | Місце           | Бали            | Місце           | Бали            | Разом           | Місце           |
| ------------------------------------------------------------ | ------------------------------------ | --------------- | --------------- | --------------- | --------------- | --------------- | --------------- | --------------- |
| Іван Караулов                                                | нормальний трамплін                  | 109.0           | 26 Q            | 102.0           | 46              | не пройшов      | не пройшов      | 46              |
| Іван Караулов                                                | великий трамплін                     | 92.1            | 15 Q            | 68.9            | 46              | не пройшов      | не пройшов      | 46              |
| Микола Карпенко                                              | нормальний трамплін                  | дискваліфікація | дискваліфікація | дискваліфікація | дискваліфікація | дискваліфікація | дискваліфікація | дискваліфікація |
| Микола Карпенко                                              | великий трамплін                     | 84.6            | 25 Q            | 65.2            | 48              | не пройшов      | не пройшов      | 48              |
| Олексій Корольов                                             | нормальний трамплін                  | 86.5            | 48              | не пройшов      | не пройшов      | не пройшов      | не пройшов      | не пройшов      |
| Олексій Корольов                                             | великий трамплін                     | 63.5            | 41              | не пройшов      | не пройшов      | не пройшов      | не пройшов      | не пройшов      |
| Радик Жапаров                                                | нормальний трамплін                  | 110.0           | 25 Q            | 115.0           | 28 Q            | 112.0           | 227.0           | 26              |
| Радик Жапаров                                                | великий трамплін                     | 86.7            | 21 Q            | 95.7            | 31              | did not advance | did not advance | 31              |
| Іван Караулов Микола Карпенко Олексій Корольов Радик Жапаров | командна першість (великий трамплін) | n/a             | n/a             | 322.2           | 12              | не пройшли      | не пройшли      | 12              |

## Хокей

### Чоловічий турнір
Група В
| Поз | Команда    | І | В | Н | П | ГЗ | ГП | РГ  | О  | Кваліфікація |
| --- | ---------- | - | - | - | - | -- | -- | --- | -- | ------------ |
| 1   | Словаччина | 5 | 5 | 0 | 0 | 18 | 8  | +10 | 10 | Чвертьфінали |
| 2   | Росія      | 5 | 4 | 0 | 1 | 23 | 11 | +12 | 8  | Чвертьфінали |
| 3   | Швеція     | 5 | 3 | 0 | 2 | 15 | 12 | +3  | 6  | Чвертьфінали |
| 4   | США        | 5 | 1 | 1 | 3 | 13 | 13 | 0   | 3  | Чвертьфінали |
| 5   | Казахстан  | 5 | 1 | 0 | 4 | 9  | 16 | −7  | 2  |              |
| 6   | Латвія     | 5 | 0 | 1 | 4 | 11 | 29 | −18 | 1  |              |

| Дата           | Місце              | Матч       | Матч | Матч      | Результат | Періоди | Періоди | Періоди |
| -------------- | ------------------ | ---------- | ---- | --------- | --------- | ------- | ------- | ------- |
| 15 лютого 2006 | Торіно Еспозіціоні | Казахстан  | -    | Швеція    | 2:7       | 0:3     | 1:4     | 1:0     |
| 16 лютого 2006 | Торіно Еспозіціоні | США        | -    | Казахстан | 4:1       | 3:0     | 0:0     | 1:1     |
| 18 лютого 2006 | Торіно Еспозіціоні | Казахстан  | -    | Росія     | 0:1       | 0:0     | 0:1     | 0:0     |
| 19 лютого 2006 | Пала Альпитур      | Словаччина | -    | Казахстан | 2:1       | 0:1     | 1:0     | 1:0     |
| 21 лютого 2006 | Торіно Еспозіціоні | Латвія     | -    | Казахстан | 2:5       | 1:1     | 0:1     | 1:3     |

## Фристайл
| Спортсмен      | Дисципліна      | Кваліфікація | Кваліфікація | Фінал      | Фінал |
| Спортсмен      | Дисципліна      | Бали         | Місце        | Бали       | Місце |
| -------------- | --------------- | ------------ | ------------ | ---------- | ----- |
| Дмитро Рейхерд | могул, чоловіки | 18.33        | 33           | не пройшов | 33    |
| Юлія Родіонова | могул, жінки    | 16.76        | 28           | не пройшла | 28    |
| Дар'я Рибалова | могул, жінки    | 18.70        | 25           | не пройшла | 25    |